# 28707 Drewbecker
28707 Drewbecker è un asteroide della fascia principale. Scoperto nel 2000, presenta un'orbita caratterizzata da un semiasse maggiore pari a 2,8824801 UA e da un'eccentricità di 0,0378452, inclinata di 1,18595° rispetto all'eclittica.